# Tim Bond
Timothy Lamont Bond, detto Tim (Baltimora, 3 settembre 1995), è un cestista statunitense.